# 南京香烟
南京牌香烟是由南京卷烟厂生产制造的系列卷烟，在江苏省省内及周围各省市都有大量的用户。

## 品牌历史

### 第一代香烟
南京牌香烟始创于民国时期的南京。抗日战争结束后，南京市“光明兄弟烟厂”推出了一款名为南京牌的香烟，其规格为20支横软包装，这就是第一代南京牌香烟。包装为白色底色，主图为中山陵的淡赭色钢笔素描，副图为建筑上飘扬的旗帜；包装上除了副板上的中文牌名和厂名，其余都是用英文标示的。

### 第二代香烟
1949年后，“光明兄弟烟厂”虽然依然存在，但是已经不再生产“南京牌香烟”了。在“工商业社会主义改造”完成后，“光明兄弟烟厂”并入到“南京卷烟厂”的前身“南京勤丰烟厂”。
勤丰烟厂于1956年前后推出了第二代的“南京牌香烟”。第二代南京香烟包装上底色为红色，底色上画有黄色条纹的如意云纹和平鸽，以此来象征“新中国保卫和平的决心及对美好生活的希望”，香烟包装上的主、副版的“南京”牌名分别为方和圆的带阴影的白色美术字。
此款香烟推出后便成为了南京本地的“名烟”。

### 第三代香烟
在南京长江大桥通车后，卷烟厂推出了第三代南京牌香烟，其整体设计不变，而纹饰尽全部变化：主图为黄色线条的南京长江大桥，副图为建设场景，边饰为文革中特色的向日葵纹。

### 第四代香烟
二十世纪八十年代，南京卷烟厂推出了新一款的“南京牌香烟”，其包装底色为白色，包装上的图案为红黄色块的南京长江大桥桥头堡以及南京市新建的火车站。
但是由于此烟销售时间极短，可能其为试制产品。

### 第五代香烟
二十世纪九十年代，南京卷烟厂推出了第五代南京牌香烟。其为硬盒包装，南京牌香烟的主要标志也做出了大修改，将其改为南京市市徽（辟邪，城门和龙凤）。包装底色按档次高低而有不同，有多种包装产品，其中较为著名的有“红南京”和“九五之尊”。

## 产品列表
此列表介绍的是已在市场上市的“南京牌香烟”：
| 名称               | 俗称     | 包装     | 主色调 | 副色调 | 支数 | 焦油含量 | 尼古丁含量 |
| ------------------ | -------- | -------- | ------ | ------ | ---- | -------- | ---------- |
| 南京（九五之尊）   | 九五之尊 | 条盒硬盒 | 黄     | 红、蓝 | 20支 | 12mg     | 1.1mg      |
| 南京（精品）       | 金南京   | 条盒硬盒 | 黄     | 红     | 20支 | 13mg     | 1.3mg      |
| 南京（佳品）       | 紫南京   | 条盒硬盒 | 紫红   | 黄     | 20支 | 13mg     | 1.3mg      |
| 南京（特醇）       | 红南京   | 条盒硬盒 | 红     | 黄     | 20支 | 13mg     | 1.3mg      |
| 南京（喜庆）       |          | 条盒硬盒 | 红     | 黄     | 20支 | 13mg     | 1.1mg      |
| 南京（五星）       | 五星     | 条盒软盒 | 红     | 金     | 20支 | 12mg     | 1.2mg      |
| 南京（炫赫门）     | 炫赫门   | 条盒硬盒 | 绿     | 金     | 20支 | 9mg      | 0.9mg      |
| 南京（硬珍品）     | 古都     | 条盒硬盒 | 红     | 金     | 20支 | 13mg     | 1.1mg      |
| 南京（软珍品）     |          | 条盒软盒 | 红     | 金     | 20支 | 13mg     | 1.1mg      |
| 南京（绿）         | 绿南京   | 条盒硬盒 | 绿     | 黄     | 20支 | 14mg     | 1.1mg      |
| 南京（听珍品）     |          | 塑盒     | 红     | 金     | 40支 | 13mg     | 1.1mg      |
| 南京（金陵十二钗） |          | 条盒硬盒 | 黄     | 红     | 20支 | 6mg      | 0.7mg      |
| 南京（出口精品）   |          | 条盒硬盒 | 黄     | 红     | 20支 | 14mg     | 1.3mg      |
| 南京（出口喜庆）   |          | 条盒硬盒 | 红     | 黄     | 20支 | 15mg     | 1.2mg      |